# 5001 EMP
5001 EMP este un asteroid din centura principală de asteroizi.

## Descriere
5001 EMP este un asteroid din centura principală de asteroizi. A fost descoperit pe 19 septembrie 1987 la Stația Anderson Mesa de Edward L. G. Bowell. El prezintă o orbită caracterizată de o semiaxă mare de 2,67 ua, o excentricitate de 0,17 și o înclinație de 13,7° în raport cu ecliptica.